# サマー・トワイライト
「サマー・トワイライト」（SUMMER TWILIGHT）は、1988年10月5日にリリースされた五十嵐浩晃の11枚目のシングルである。品番：AY07-0096 （EP）/ BY10-0009（8cmCD）

## 解説
1985年に発売されたシングル「オレンジの世界地図」以来約3年ぶりとなるシングルで、CBSソニーからアポロンに移籍後初のシングルとしてリリースされた。

## 収録曲
- 全作曲：五十嵐浩晃／編曲：鈴木茂

1. サマー・トワイライト
  - 作詞：松本隆
2. 二人だけのX'mas (Duet with Rajie)
  - 作詞：小林和子・五十嵐浩晃